# Phaegoptera irregularis
Phaegoptera irregularis là một loài bướm đêm thuộc phân họ Arctiinae, họ Erebidae.